# Погонич-пігмей жовтий
Погонич-пігмей жовтий (Coturnicops noveboracensis) — вид журавлеподібних птахів родини пастушкових (Rallidae). Мешкає в Північній Америці.

## Опис
Довжина птаха становить 16-19 см, розмах крил 28-32 см, самці важать 52-68 г, самиці 41-61 г. Довжина крила у самців становить 73-93 мм, у самиць 78-91 мм, довжина дзьоба у самців становить 12-15 мм. Верхня частина тіла коричнева, поцяткована чорними смужками, груди охристі, живіт світлий, боки смугасті. Пера на спині поцятковані білими смужками. На нижній стороні крил білі плями, помітні в польоті. Над очима охристі "брови". Дзьоб відносно короткий, темно-оливковий, у самців під час сезону розмноження стає жовтим. Очі карі або червонувато-карі, лапи зеленувато-жовті.

## Підвиди
Виділяють два підвиди:
- C. n. noveboracensis (Gmelin, JF, 1789) — Канада і північ США;
- †C. n. goldmani (Nelson, 1904) — долина річки Лерма[en] (Центральна Мексика).

## Поширення і екологія
Жовті погоничі-пігмеї гніздяться в центральній і південно-східній Канаді та на північному сході Сполучених Штатів Америки, від Скелястих гір і Великого Невільничого озера через Альберту, Саскачеван і Манітобу до західного берега затоки Джеймс, східного Квебеку, Нью-Брансвіка та, можливо, Нової Шотландії. На південь ареал цих птахів простягається до північно-східної Монтани, Північної Дакоти, північної Міннесоти, Вісконсина, Нижнього півострова в Мічигані, південного Онтаріо і Мена. У вересні-жовтні жовті погоничі-пігмеї мігрують на південь, де зимують на узбережжі Атлантичного океану і Мексиканської затоки, від південно-західної Північної Кароліни до південного Техасу. Повертаються на північ вони у квітні-травні. Бродячі птахи спостерігалися на Бермудських островах.
Представники підвиду C. n. goldmani мешкали в Центральній Мексиці, однак не спостерігалися з 1964 року і вважаються вимерлими.
Жовті погоничі-пігмеї живуть на краях боліт, де переважають густі зарості осоки, ситника та інших трав — комиша, куничника, ситняга тощо, а також на вологих луках, на висоті до 2800 м над рівнем моря. В Канаді зустрічаються на солонуватих болотах. На міграції зустрічаються в преріях, на луках, сінокосах і зернових полях, зимують на прибережних болотах і солончаках. Представники підвиду C. n. goldmani жили на вологих луках, порослих купинами трави, на осокових і рогозових болотах.

## Поведінка
Жовті погоничі-пігмеї живляться дощовими черв'яками, дрібними молюсками, комахами та іншими членистоногими, що живуть у воді та поряд з нею, а також насінням осоки та інших рослин родини осокових, зокрема гірчака і мишія. Восени і взимку насіння становить від 2 до 10% раціону птахів.
Гнізда жовтих погоничів-пігмеїв мають чашоподібну форму, робляться з рослинності, розміщуються на вологій землі. У кладці від 5 до 10 кремових яєць, поцяткованих червонуватими і чорними плямками, розміром 29×21 мм. Насиджують самиці, інкубаційний період триває 16-18 днів. 

## Збереження
МСОП класифікує цей вид як такий, що не потребує особливих заходів зі збереження. За оцінками дослідників, популяція жовтих погоничів-пігмеїв становить від 10 до 25 тисяч птахів. Підвид C. n. goldmani вважається вимерлим.